# یوناس ده خئوس
یوناس ده خئوس (هلندی: Jonas de Geus؛ زادهٔ ۲۹ آوریل ۱۹۹۸) بازیکن هاکی روی چمن اهل هلند است.